# 花岗变晶状
花岗变晶状（英語：Granoblastic）是指變質岩的一種紋理，具等顆粒，它形晶和顯晶石特徵。 是石英岩、大理岩、紫苏花岗岩(charnockites)和其他，沒有葉理和缺失斑状变晶的典型變質岩。 通常其顆粒肉眼可見、且顆粒之間為彌合邊界，多由三鄰近顆粒相接，相交處為120° 相交。 但在應力下，能產生葉理結構，導致片狀紋理。
花岗变晶状代表岩石只歷經熱變質而無應力變形。此類變質環境造成的紋理是礦物顆粒的分佈是隨機取向排列的。花岗变晶状紋理類型如下：.
1. 多邊形花岗变晶状紋理：晶體顆粒為等邊形，多爲自形晶體。晶體邊界筆直，呈三叉鏈接[6]。
2. 葉狀花岗变晶状紋理：晶界有些不規則。
3. 變形蟲花岗变晶状紋理：所有的顆粒都是不規則的輪廓，所有的礦物都是它形晶體[7]。
4. 互鎖花岗变晶状紋理：其中互鎖並隨機排列的晶體有些拉長。 通常僅適用於具有一種或兩種礦物種類的岩石。具常見三叉鏈接。
5. 團塊狀花岗变晶状紋理：由隨機取向排列的礦物組成，但其中斑状变晶礦物，諸如堇青石或方柱石等具有橢圓形再次生長[8]。